# برونو مورایس
برونو مورایس (به پرتغالی: Bruno dos Santos Moraes) مهاجم اهل برزیل است که در شهر سانتوس و در تاریخ ۷ ژوئیهٔ ۱۹۸۴ به دنیا آمده‌است.
برونو مورایس در تیم‌های فوتبال سانتوس سابقهٔ حضور دارد.